# São Paulo Golf Club
São Paulo Golf Club é um campo de golfe particular localizado na cidade de São Paulo, Brasil. Primeiro Clube de Golfe fundado no Brasil, o SPGC tem no seu passado glorioso, as bases sólidas para um presente atuante, com grandes representantes do esporte.

## História
Por volta do final do século XIX, ingleses e escoceses, que trabalhavam na São Paulo Railway, e em outras empresas britânicas, promoveram as primeiras iniciativas para a formação de um grupo de pessoas interessadas em jogar golfe na cidade de São Paulo.
O primeiro local escolhido para a prática do esporte, então tipicamente britânico, foi a Chácara Dulley, localizada entre os rios Tamanduateí e Tietê, em área que, no século XVIII pertenceu aos beneditinos, de propriedade do norte americano Charles Dulley. Na época pelo seu espaço e localização privilegiada, a Chácara praticamente centralizava as atividades britânicas na cidade.
Entretanto, a expansão urbana obrigou esses golfistas pioneiros a se mudarem para outro local. A área escolhida localizava-se onde hoje está o bairro Bela Vista, então pouco habitada. Foi nesse novo local que esse grupo pioneiro, resolveu então, fundar um clube onde pudessem praticar o golfe, junto com seus familiares.

## Primeira sede
Nascia assim, em 1901, o São Paulo Country Club, consolidado com a construção de um novo campo. Local aprazível, próximo à Avenida Paulista, em cuja via começavam a proliferar os casarões dos barões do café, este campo de golf passou a ser conhecido e visitado por numerosas famílias. Como se situava na parte mais elevada, o local ficou conhecido como "Morro dos Ingleses", cuja denominação permanece até hoje. J. M. Stuart foi o vencedor do primeiro torneio jogado em 1903. Seu nome está gravado no troféu disputado então e até hoje guardado na sede, constituindo-se no documento cabal da existência do club, já no começo do século. Outro troféu que conta história, a Taça Clark, a mais tradicional disputada pelo club desde 1904.

## Morro dos Ingleses
O "Morro dos Ingleses" passou a atrair mais gente e o progresso, inevitavelmente, chegou ao local, obrigando outra mudança: Bairro do Jabaquara. Lá ficaram até por volta de 1915.

## A mudança para Santo Amaro
Em terreno adquirido da "Light" situado em Santo Amaro (até então, um município independente), para além do Largo 13 de Maio foi feito um novo campo. Corria o ano de 1915. Com o passar dos anos, o club foi crescendo, firmando-se como um dos mais tradicionais do Estado - já com o nome de São Paulo Golf Club - e passando a ostentar invejável status.
Era preciso acompanhar o progresso. E as diretorias não descuidaram da melhora que se faziam necessárias, para atender ao crescente número de associados e as exigências dos mesmos. Assim em 1935 foi processada a primeira reforma, quando o club contratou os serviços de um dos maiores nomes em arquitetura de campos de golfe dos Estados Unidos, Stanley Thompson, que com a ajuda do Profissional José Maria Gonzalez, com muitos anos de clube, introduziu as reformas do campo e greens de grama, em substituição aos de areia.
Em 1964, a antiga sede, que já se mostrava pequena, foi demolida, dando lugar à atual. A grama existente foi substituída, então, pelo tipo tifton 328.
Quase todos os greens foram remodelados e novos tees foram feitos em quase todos os buracos. Na oportunidade foi construído também o "driving range" (campo de treino) uma antiga reivindicação dos associados. Foi também construído um mini campo com 6 buracos, de par 3, na área compreendida entre buracos números 13, 14 e 15, para o jogo de principiantes e menores.

## O Campo
O campo do São Paulo Golf Club totaliza uma área de 59,2957 ha. Seu traçado possui 18 buracos e um mini-campo com 6 buracos todos de PAR 3. Sua topografia apresenta um terreno levemente ondulado com depressões e pequenos lagos. É totalmente gramado e arborizado de acordo às normas que regem internacionalmente o jogo de golfe. Para manter esse padrão, o São Paulo Golfe Club conta com o que há de melhor em equipamentos técnicos e mantém uma equipe de funcionários formada por engenheiros, agrônomos e técnicos que dão suporte mecânico e estrutural.
Cartão Score https://www.spgc.com.br/cartaoscore.php

## Web.com Tour - Brasil Champions - PGA TOUR
Em 2013, 2014 e 2015 o São Paulo Golf Club sediou uma etapa do Web.com Tour, o circuito de acesso ao PGA Tour, que reúne a elite do golfe mundial. O Brasil Champions apresentado pelo HSBC distribuirá US$ 850 mil em prêmios, a maior premiação do ano no circuito depois dos Web.com Tour Finals, série de quatro eventos que encerram a temporada e que distribuem US$ 1 milhão cada. Isso faz do torneio, organizado pela Confederação Brasileira de Golfe e promovido pela IMX, a maior competição de golfe do continente.
Atualmente, o Web.com Tour é a única forma de um golfista conquistar o direito de disputar o PGA Tour, por isso a importância do circuito, que é o segundo mais concorrido dos EUA e um dos mais cobiçados do mundo. Três de cada quatro membros do PGA Tour já disputaram o Web.com Tour.
O circuito é a única opção para quem quiser chegar ao PGA Tour, pois é ele quem distribuirá os 50 cartões disponíveis para a temporada do PGA Tour. Não será mais possível chegar ao PGA Tour pela Qualifying School, ou Q-School, que só dará acesso ao Web.com Tour.
Os 25 primeiros do ranking do Web.com Tour ganharão a tão sonhada vaga no PGA Tour. Os colocados de 26º a 75º lugar poderão disputar os The Finals, série de três campeonatos de US$ 1 milhão em prêmios cada que também reunirá 75 membros do PGA Tour que não terminaram entre os 125 primeiros do ano. Nesses três torneios, todos disputarão as 25 vagas restantes para o PGA Tour.